# Condado de Monroe (Misisipi)
El condado de Monroe (en inglés: Monroe County), fundado en 1821, es un condado del estado estadounidense de Misisipi. En el año 2000 tenía una población de 38.014 habitantes con una densidad poblacional de 19 personas por km². La sede del condado es Aberdeen.

## Geografía
Según la Oficina del Censo, el condado tiene un área total de 1999 km² (771,8 mi²), de la cual 1979 km² (764,1 mi²) es tierra y 21 km² (8,1 mi²) es agua.

## Demografía
En el 2000 la renta per cápita promedia del condado era de $ 30 307 y el ingreso promedio para una familia era de $36 749. El ingreso per cápita para el condado era de $14 072. En 2000 los hombres tenían un ingreso per cápita de $30 232 frente a $20 411 para las mujeres. Alrededor del 17,20% de la población estaba bajo el umbral de pobreza nacional.

## Condados adyacentes
- Condado de Lowndes (sur)
- Condado de Clay (suroeste)
- Condado de Chickasaw (oeste)
- Condado de Lee (noroeste)
- Condado de Itawamba (norte)
- Condado de Lamar (este)

## Localidades
Ciudades
- Aberdeen
- Amory

Pueblos
- Hatley
- Nettleton (parte en Condado de Lee)
- Smithville
- Caledonia

Villas
- Gattman

Lugares designados por el censo
- Hamilton
- New Hamilton

Área no incorporada
- Athens
- Becker
- Bigbee
- Binford
- Bristow
- Central Grove
- Darracott
- Flinn
- Gibson
- Greenwood Springs

- Lackey
- Mormon Springs
- Muldon
- Parham
- Prairie
- Quincy
- Riggins
- Sipsey Fork
- Splunge
- Strong
- Tranquil
- Wise Gap
- Westville
- Wren

Pueblos fantasmas
- Camargo
- Cotton Gin Port

## Principales carreteras
- U.S. Highway 45
- U.S. Highway 278
- Carretera 6
- Carretera 8
- Carretera 25
- Carretera 145